# 10653 Вітсен
10653 Вітсен (10653 Witsen) — астероїд головного поясу, відкритий 24 вересня 1960 року.
Тіссеранів параметр щодо Юпітера — 3,099.
Названо на честь Ніколааса Вітсена (нід. Nicolaes Witsen, 1641 — 1717) — голландського політика, дипломата, письменника і картографа; бургомістра Амстердама з 1682 по 1706 рр.